# Fernandezina saira
Fernandezina saira är en spindelart som beskrevs av Buckup och Ott 2004. Fernandezina saira ingår i släktet Fernandezina och familjen Palpimanidae. Inga underarter finns listade i Catalogue of Life.